# Richard Appleby
Richard Dean Appleby (Middlesbrough, 18 settembre 1975) è un ex calciatore inglese, di ruolo centrocampista.

## Carriera

### Club
Dopo aver giocato nelle giovanili del Newcastle Utd (ed essere stato per un periodo anche aggregato alla prima squadra delle Magpies, con cui comunque non ha mai esordito), nel 1995 trascorre un periodo in prestito al Darlington. Successivamente gioca le sue prime partite da professionista nella stagione 1995-1996, all'età di 20 anni, quando disputa 3 incontri nella seconda divisione inglese con la maglia dell'Ipswich Town. Dal 1996 al 2000 trascorre invece quattro stagioni consecutive in quarta divisione con lo Swansea City, con cui prima perde una finale play-off e poi vince anche un campionato, per poi nella stagione 2000-2001 giocare in terza divisione. Nella stagione 2001-2002 veste invece la maglia dei Kidderminster, in quarta divisione, per poi vestire anche la maglia dell'Hull City in questa stessa categoria. Dopo una stagione a livello semiprofessionistico con il Forest Green, dal 2005 al 2007, anno del suo ritiro, gioca invece nella prima divisione gallese con il Llanelli Town, club con il quale nella stagione 2006-2007 gioca anche una partita nei turni preliminari di Coppa UEFA.

### Nazionale
Nel 1993 ha giocato una partita nella nazionale inglese Under-18.

## Palmarès

### Club

#### Competizioni nazionali
- Campionato inglese di quarta divisione: 1

Swansea City: 1999-2000